# Tramwaje w Botoszanach
Tramwaje w Botoszanach − zlikwidowany system komunikacji tramwajowej w rumuńskim mieście Botoszany.

## Historia
Decyzję o budowie tramwajów w Botoszanach podjęto w 1988. Pierwszą linię tramwajową uruchomiono 6 września 1991 i oznaczono ją nr 101. Drugą linię nr 102 uruchomiono 10 listopada 1993. Za końcówką linii 102 Primaverii został zbudowany 1,1 km fragment przedłużenia linii kierunku północnym do trasy linii 101. Dalszą rozbudowę linii tramwajowych zablokował brak funduszy. W mieście funkcjonowała jedna zajezdnia tramwajowa w pobliżu pętli Fabrica de mobilă. We wrześniu 2019 ogłoszono projekt modernizacji sieci tramwajowej poprzez wymianę taboru oraz remont linii, a 1 sierpnia 2020 tramwaje zostały w całości zastąpione autobusami. W marcu 2022 zapowiedziano rezygnację z przebudowy systemu i jego pełną likwidację oraz zastąpienie tramwajów autobusami elektrycznymi, a w sierpniu tego roku rozpoczął się demontaż torowisk.

## Linie
Trasa linii nr 101 o długości 5,7 km kursowała z zachodu na wschód miasta: Fabrica de mobilă – Luceafărul.
Trasa linii nr 102 była podobna do linii nr 101, jednak w centrum się odgałęziała: Fabrica de mobilă – Primăverii. Linia 102 liczyła 4,6 km. 

## Tabor
Pierwsze tramwaje dostarczono w 1990. Było to 10 wagonów V3A produkcji rumuńskiej, oznaczono je nr od 1 do 10. Przed uruchomieniem drugiej linii w 1993 dostarczono partię sześciu kolejnych tramwajów V3A z Klużu, oznaczono je nr od 11 do 16. W latach 2001–2002 zostały one zastąpione używanymi wagonami T4D z Drezna, w tym dwa z nich to wagony dwustronne. W roku 2009 planowano sprowadzić 15 używanych wagonów z Niemiec za kwotę 350 tys. euro. W kwietniu 2011 sprowadzono z Drezna 11 tramwajów Tatra T4D-MT.